# Dying in Dixieland
Dying in Dixieland er en film instrueret af Martin Sundstrøm.

## Handling
I dette liv kan man både dø og dræbe. Mennesker kan begge dele. Staten kan det ene. Mød Karl. Han skal snart henrettes.